# Liste des clochers-murs de l'Ardèche
Cet article recense les édifices religieux d'Ardèche, en France, munis d'un clocher-mur.

## Liste
| Édifice                                                    | Commune                    | Notes             | Coordonnées                      | Photo |
| ---------------------------------------------------------- | -------------------------- | ----------------- | -------------------------------- | ----- |
| Église Saint-Pierre-et-Saint-Paul d'Accons                 | Accons                     |                   | 44° 53′ 12″ nord, 4° 23′ 11″ est |       |
| Église Saint-André d'Ailhon                                | Ailhon                     | Inscrit MH (1926) | 44° 35′ 54″ nord, 4° 20′ 31″ est |       |
| Église Saint-Julien d'Aizac                                | Aizac                      |                   | 44° 42′ 50″ nord, 4° 19′ 48″ est |       |
| Église Saint-André d'Alba-la-Romaine                       | Alba-la-Romaine            |                   | 44° 33′ 19″ nord, 4° 35′ 50″ est |       |
| Chapelle Saint-Didier de Crussol                           | Alboussière                |                   | 44° 56′ 40″ nord, 4° 42′ 49″ est |       |
| Église Notre-Dame de Balazuc                               | Balazuc                    | Inscrit MH (1927) | 44° 30′ 32″ nord, 4° 22′ 22″ est |       |
| Église Notre-Dame de Chabreilles                           | Beaumont                   |                   | 44° 32′ 17″ nord, 4° 10′ 03″ est |       |
| Église Saint-Pierre de Berzème                             | Berzème                    |                   | 44° 39′ 06″ nord, 4° 33′ 55″ est |       |
| Chapelle Notre-Dame de Chalon                              | Bourg-Saint-Andéol         |                   | 44° 22′ 58″ nord, 4° 34′ 55″ est |       |
| Église Saint-André de Burzet                               | Burzet                     | Classé MH (1930)  | 44° 44′ 25″ nord, 4° 14′ 31″ est |       |
| Église Saint-Pierre de Chalencon                           | Chalencon                  |                   | 44° 52′ 42″ nord, 4° 34′ 26″ est |       |
| Église Saint-Félix de Châteauneuf-de-Vernoux               | Châteauneuf-de-Vernoux     |                   | 44° 55′ 20″ nord, 4° 38′ 21″ est |       |
| Église Saint-André de Chazeaux                             | Chazeaux                   |                   | 44° 35′ 42″ nord, 4° 18′ 39″ est |       |
| Église Saint-Martin de Coucouron                           | Coucouron                  | Classé MH (1907)  | 44° 48′ 18″ nord, 3° 58′ 17″ est |       |
| Église Saint-Pierre du Monteil                             | Le Crestet                 | Inscrit MH (1974) | 45° 00′ 07″ nord, 4° 36′ 16″ est |       |
| Église Sainte-Marie-Madeleine de Dompnac                   | Dompnac                    |                   | 44° 33′ 52″ nord, 4° 06′ 13″ est |       |
| Église Saint-Pierre-aux-Liens de Fabras                    | Fabras                     |                   | 44° 38′ 55″ nord, 4° 17′ 25″ est |       |
| Église Saint-Théofrède de Faugères                         | Faugères                   | Inscrit MH (1978) | 44° 28′ 30″ nord, 4° 08′ 07″ est |       |
| Église Saint-Régis de Bise                                 | Genestelle                 |                   | 44° 44′ 34″ nord, 4° 22′ 42″ est |       |
| Chapelle Saint-Blaise de Gras                              | Gras                       | Inscrit MH (1935) | 44° 26′ 41″ nord, 4° 32′ 35″ est |       |
| Église Saint-Priest de Comps                               | Grospierres                |                   | 44° 23′ 24″ nord, 4° 15′ 45″ est |       |
| Église Saint-Michel d'Issanlas                             | Issanlas                   |                   | 44° 45′ 55″ nord, 4° 00′ 44″ est |       |
| Église Saint-Bonnet de Jaunac                              | Jaunac                     |                   | 44° 55′ 02″ nord, 4° 23′ 58″ est |       |
| Église Notre-Dame-de-l'Immaculée-Conception de Laboule     | Laboule                    |                   | 44° 35′ 15″ nord, 4° 09′ 54″ est |       |
| Église Saint-Pierre du Lac-d'Issarlès                      | Le Lac-d'Issarlès          |                   | 44° 49′ 16″ nord, 4° 03′ 39″ est |       |
| Église Saint-Michel de Lachamp-Raphaël                     | Lachamp-Raphaël            |                   | 44° 48′ 35″ nord, 4° 17′ 27″ est |       |
| Église Notre-Dame-de-l'Assomption de Lachapelle-Graillouse | Lachapelle-Graillouse      |                   | 44° 28′ 48″ nord, 4° 01′ 15″ est |       |
| Église Saint-Jean-Baptiste de Lavillatte                   | Lavillatte                 |                   | 44° 44′ 34″ nord, 3° 56′ 59″ est |       |
| Église de l'Assomption de Brahic                           | Les Vans                   |                   | 44° 23′ 04″ nord, 4° 06′ 01″ est |       |
| Église Saint-Jacques de Naves                              | Les Vans                   | Inscrit MH (1974) | 44° 23′ 58″ nord, 4° 06′ 51″ est |       |
| Église Saint-Jean-Baptiste de Chassagnes                   | Les Vans                   |                   | 44° 24′ 27″ nord, 4° 09′ 59″ est |       |
| Église Saint-Hilaire de Lespéron                           | Lespéron                   | Classé MH (1941)  | 44° 43′ 49″ nord, 3° 53′ 51″ est |       |
| église Notre-Dame de Thines                                | Malarce-sur-la-Thines      | Classé MH (1862)  | 44° 26′ 47″ nord, 4° 04′ 25″ est |       |
| Église Saint-Julien de Marcols-les-Eaux                    | Marcols-les-Eaux           |                   | 44° 48′ 56″ nord, 4° 24′ 09″ est |       |
| Église Saint-Étienne de Mariac                             | Mariac                     |                   | 44° 53′ 20″ nord, 4° 22′ 19″ est |       |
| Église Notre-Dame-de-l'Assomption de Mazan-l'Abbaye        | Mazan-l'Abbaye             | Classé MH (1946)  | 44° 43′ 44″ nord, 4° 05′ 19″ est |       |
| Église Saint-Loup de Mercuer                               | Mercuer                    | Classé MH (1934)  | 44° 37′ 53″ nord, 4° 21′ 30″ est |       |
| Église Saint-Gilles de Mézilhac                            | Mézilhac                   |                   | 44° 48′ 27″ nord, 4° 21′ 09″ est |       |
| église Saint-Hippolyte de Sardiges                         | Mézilhac                   |                   | 44° 49′ 28″ nord, 4° 19′ 56″ est |       |
| Église Notre-Dame-de-Prévenchère                           | Montpezat-sous-Bauzon      | Classé MH (1944)  | 44° 42′ 29″ nord, 4° 12′ 57″ est |       |
| Église Saint-Marc de Montréal                              | Montréal                   |                   | 44° 31′ 44″ nord, 4° 17′ 33″ est |       |
| Église Saint-Hippolyte de Brès                             | Payzac                     |                   | 44° 28′ 14″ nord, 4° 07′ 46″ est |       |
| Église Saint-Pierre-aux-Liens de Payzac                    | Payzac                     | Classé MH (1961)  | 44° 27′ 12″ nord, 4° 09′ 12″ est |       |
| Église Saint-Martin de Peyraud                             | Peyraud                    |                   | 45° 18′ 08″ nord, 4° 47′ 14″ est |       |
| Église Saint-Henri du Plagnal                              | Le Plagnal                 |                   | 44° 41′ 59″ nord, 3° 56′ 41″ est |       |
| Église Saint-André de Pradons                              | Pradons                    |                   | 44° 28′ 30″ nord, 4° 21′ 28″ est |       |
| Chapelle Saint-Barthélemy de Rochecolombe                  | Rochecolombe               |                   | 44° 31′ 04″ nord, 4° 26′ 19″ est |       |
| Chapelle Notre-Dame-des-Anges de Rochemaure                | Rochemaure                 | Inscrit MH (1971) | 44° 35′ 13″ nord, 4° 42′ 04″ est |       |
| Église Saint-Sylvestre du Roux                             | Le Roux                    |                   | 44° 43′ 24″ nord, 4° 08′ 49″ est | \|    |
| Église Saint-Alban de Saint-Alban-en-Montagne              | Saint-Alban-en-Montagne    |                   | 44° 36′ 56″ nord, 4° 00′ 57″ est | \|    |
| Église Saint-Pierre-aux-Liens de Saint-André-Lachamp       | Saint-André-Lachamp        | Inscrit MH (1929) | 44° 30′ 19″ nord, 4° 09′ 50″ est |       |
| Église Saint-Barthélemy de Saint-Barthélemy-le-Meil        | Saint-Barthélemy-le-Meil   |                   | 44° 53′ 05″ nord, 4° 29′ 58″ est |       |
| Église Saint-Cirice de Saint-Cirgues-en-Montagne           | Saint-Cirgues-en-Montagne  |                   | 44° 45′ 20″ nord, 4° 05′ 27″ est |       |
| Église Saint-Genest du Cros                                | Saint-Genest-de-Beauzon    |                   | 44° 27′ 18″ nord, 4° 11′ 16″ est |       |
| Église Saint-Genest de Saint-Genest-Lachamp                | Saint-Genest-Lachamp       |                   | 44° 50′ 48″ nord, 4° 25′ 22″ est |       |
| Église Saint-Martin de Saint-Martin-l'Inférieur            | Saint-Martin-sur-Lavezon   |                   | 44° 37′ 35″ nord, 4° 40′ 27″ est |       |
| Église Saint-Martin de Saint-Martin-le-Supérieur           | Saint-Martin-sur-Lavezon   |                   | 44° 38′ 25″ nord, 4° 38′ 56″ est |       |
| Église Saint-Maurice de Saint-Maurice-d'Ibie               | Saint-Maurice-d'Ibie       | Inscrit MH (1933) | 44° 30′ 03″ nord, 4° 28′ 57″ est |       |
| Église Saint-Michel de Saint-Michel-d'Aurance              | Saint-Michel-d'Aurance     |                   | 44° 54′ 08″ nord, 4° 27′ 39″ est |       |
| Église Saint-Pierre de Saint-Pierre-la-Roche               | Saint-Pierre-la-Roche      |                   | 44° 39′ 15″ nord, 4° 38′ 18″ est |       |
| Église Saint-Jean de Saint-Jean-de-Pourcharesse            | Saint-Pierre-Saint-Jean    | Inscrit MH (1971) | 44° 29′ 17″ nord, 4° 06′ 21″ est |       |
| Chapelle Saint-Martin de Galéjas                           | Saint-Sylvestre            |                   | 44° 59′ 33″ nord, 4° 45′ 42″ est |       |
| Église Saint-Laurent de Sainte-Marguerite-Lafigère         | Sainte-Marguerite-Lafigère |                   | 44° 28′ 41″ nord, 3° 59′ 17″ est |       |
| Église Saint-Julien de Tauriers                            | Tauriers                   |                   | 44° 33′ 05″ nord, 4° 16′ 52″ est |       |
| Église Saint-Blaise d'Usclades                             | Usclades-et-Rieutord       |                   | 44° 46′ 34″ nord, 4° 09′ 28″ est |       |
| Église Saint-Blaise de Rieutord                            | Usclades-et-Rieutord       |                   | 44° 45′ 46″ nord, 4° 09′ 46″ est |       |